# Bandiera dell'Oblast' di Sverdlovsk
La bandiera dell'Oblast' di Sverdlovsk è stata adottata dal 6 maggio 2005.

## Descrizione
La bandiera dell'oblast' di Sverdlovsk è di forma rettangolare, di proporzioni 2:3.
La bandiera è composta da quattro bande orizzontali, dall'alto in basso: bianca (larga circa 7/20), blu (larga 9/20), bianca (larga 1/20) e verde (larga 3/20).